# Barbados en los Juegos Olímpicos de Montreal 1976
Barbados estuvo representado en los Juegos Olímpicos de Montreal 1976 por un total de 11 deportistas, 9 hombres y 2 mujeres, que compitieron en 2 deportes.
La portadora de la bandera en la ceremonia de apertura fue la atleta Lorna Forde. El equipo olímpico barbadense no obtuvo ninguna medalla en estos Juegos.